# Mavilayi
Mavilayi é uma vila no distrito de Kannur, no estado indiano de Kerala.

## Demografia
Segundo o censo de 2001, Mavilayi tinha uma população de 11 953 habitantes. Os indivíduos do sexo masculino constituem 47% da população e os do sexo feminino 53%. Mavilayi tem uma taxa de literacia de 84%, superior à média nacional de 59,5%: a literacia no sexo masculino é de 87% e no sexo feminino é de 82%. Em Mavilayi, 10% da população está abaixo dos 6 anos de idade.